# Ukšići
Ukšići är en ort i Bosnien och Hercegovina.   Den ligger i entiteten Republika Srpska, i den södra delen av landet, 120 km söder om huvudstaden Sarajevo. Ukšići ligger 533 meter över havet och antalet invånare är 130.
Terrängen runt Ukšići är kuperad, och sluttar söderut. Närmaste större samhälle är Trebinje, 8,7 km söder om Ukšići. 
Omgivningarna runt Ukšići är en mosaik av jordbruksmark och naturlig växtlighet. Runt Ukšići är det ganska tätbefolkat, med 67 invånare per kvadratkilometer.